# アカバセンニチコウ
アカバセンニチコウ(赤葉千日紅、アルテルナンテラ・レッドフラッシュ、学名:Alternanthera dentata 'Rubiginosa'(以前は dentata))とは、ヒユ科の多年性植物である。

## 概要
高さはおよそ20cm～50cm。原産国はブラジル。西インド諸島からブラジルにかけて分布する。砂地の湿った荒地に生える。
ホソバツルゲイトウ(Alternanthera denticulata)やマルバツルゲイトウ(A. pungens)、ナガツルノゲイトウ(A. philoxeroides)などは本州以南の地域に分布している。

### 葉
披針形で、赤色や暗紫色。葉身は楕円形、披針形又は卵形、先は尖った形をしており、基部は楔形から円形。原種の葉色は緑葉が基本であるが、アカバセンニチコウとして流通する'ルビギノサ'は赤い葉色である。秋になると赤く紅葉する。
なお、日に当てないと、葉の色がきれいにないことがある。日光量が減るにつれて、赤葉は濃い緑色に変わる。

### 花
花期は10月下旬～11月で、茎上部の葉の付け根から白くて直径0.7～1cmの球状の花柄を伸ばし、花を咲かせる。日が短くなると花が咲く。

### 茎
茎は直立。広がり、膨れた紫色の節を持つ。

## 栽培
耐暑性はあるが、耐寒性は高くない。寒さに弱く、気温は5℃以上必要で、0℃を下回ると枯れることがある。霜にあたると枯れる。
日光に強く、日差しを好む。直射日光にも強い。春もしくは、秋に植え付けるとよい。挿し木で増やすことができる。

## 名前の由来
「千日紅」と花の形が似ているな事が由来である。